# Georg Gerson
Georg Gerson (10. oktober 1790 – 16. februar 1825) var en dansk bankier og komponist.
Gerson beskrives som et stort forretningstalent. Som 15-årig blev han sendt til Hamborg for at uddanne sig. Da han vendte tilbage i 1812 blev han ansat i bankierfirmaet J. Hambro og Søn og i 1816 medejer af firmaet. Men samtidig var han musikalsk begavet. Som barn blev han undervist af dygtige lærere, og i hamborgtiden knyttede han forbindelse til to af tidens virtuose musikere, violinisten Andreas Romberg og dennes fætter, cellisten Bernhard Romberg, og studerede samtidig musikteori.
Efter hjemkomsten udviklede han sig til at blive en af Københavns dygtigste kvartetspillere. Han var desuden et virksomt medlem af Selskabet for musikkens Udbredelse, der en tid spillede en stor rolle i det københavnske musikliv. I 1821 blev Gerson udnævnt til hofråd, fordi han skulle gennemføre en større låneforretning i London for sit firma (muligvis på vegne af regeringen). På vejen hjem blev han i Hamborg ramt af et apoplektisk anfald, der lammede hans venstre hånd og dermed endte hans virksomhed som udøvende musiker. Allerede i 1825 døde han af et nyt slagtilfælde kun 4 måneder efter sit bryllup.

## Værker
- Koncertouverture i D-dur (1813)
- Symfoni i Es-dur (1817)[2]
- Koncertouverture i Es-dur (1818)
- Violinkoncert (1821)
- 5 strygekvartetter
- En strygekvintet
- 2 Italienske Scener (orkester)
- Paternoster for mandskor (opført bl.a. ved Musikforeningens første koncert 1837)
- En mængde sange

### Biografi
- Dansk biografisk Leksikon 1980
- Dansk biografisk Leksikon 1905

### Noder
- Frie noder af Georg Gerson i International Music Score Library Project

### Værkfortegnelse
- Værkfortegnelse i International Music Score Library Project